# Suomo He
Suomo He (kinesiska: 梭磨河) är ett vattendrag i Kina. Det ligger i provinsen Sichuan, i den sydvästra delen av landet, omkring 240 kilometer nordväst om provinshuvudstaden Chengdu.
Genomsnittlig årsnederbörd är 1 097 millimeter. Den regnigaste månaden är juni, med i genomsnitt 225 mm nederbörd, och den torraste är december, med 5 mm nederbörd.